# Gesamtministerium Braun
Das Gesamtministerium Braun bildete vom 16. März 1848 bis 24. Februar 1849 die von König Friedrich August II. berufene Landesregierung des Königreiches Sachsen. Sie wurde im Zuge der Märzrevolution 1848 als reformorientierte Märzregierung eingesetzt. Der spätere langjährige Vorsitzende des Bayerischen Ministerrats, Ludwig von der Pfordten, amtierte in ihr als Außen- und Kultusminister.
| Amt                                         | Name |
| ------------------------------------------- | --- |
| Vorsitzender des Gesamtministeriums, Justiz | Karl Braun |
| Inneres                                     | Martin Gotthard Oberländer |
| Äußeres                                     | Ludwig von der Pfordten |
| Kultus und öffentlicher Unterricht          | Ludwig von der Pfordten |
| Finanzen                                    | Robert Georgi |
| Krieg                                       | Albrecht Ernst Stellanus von Holtzendorff, 17. März – 14. April 1848 Karl Friedrich Gustav von Oppell, 14. April – 4. (faktisch)/29. August 1848 (offiziell) Karl Friedrich August Treusch von Buttlar, ab 4. August 1848 |